# Sirignano
Sirignano è un comune italiano di 2 888 abitanti della provincia di Avellino in Campania.

## Storia
Il feudo di Sirignano fu tradizionalmente legato alla Casa Caracciolo che vi ebbe incardinato il titolo ducale. Ai Caracciolo pervenne per eredità matrimoniale dalla famiglia Albertini nel 1622 e fu dapprima una baronia, divenendo un ducato solo nel 1754.
Ultimo duca di Casa Caracciolo fu Alfonso (1807 - 1867) e alla sua morte il titolo ducale passò al nipote Carlo Sarriano il quale non avendo eredi refutò il titolo alla nipote Giovanna De Lerma di Castelmezzano.
L'esistenza di un'altra Sirignano in territorio di Nola che fu un principato della famiglia Caravita generò non poca confusione negli storici, aumentata anche dal riedificazione da parte dei Caravita dell'antico castello Caracciolo.

### Simboli
Lo stemma e il gonfalone sono stati concessi con DPR del 24 ottobre 1977.
Il gonfalone è un drappo troncato di rosso e di bianco.

## Geografia fisica
Il comune si trova nel territorio del Baianese, praticamente contiguo con gli abitati di Baiano, ad ovest, e di Quadrelle e Mugnano del Cardinale ad est.

## Società

### Evoluzione demografica
.Abitanti censiti

## Amministrazione

### Altre informazioni amministrative
Il comune fa parte della Comunità montana Partenio - Vallo di Lauro e dell'Unione dei comuni Baianese – Alto Clanis.

## Sport

### Calcio
La principale squadra di calcio della città è l'A.S.D. Sirignano 1963 che milita nel girone E di Prima Categoria. È nata nel 1963.